# Mistrzostwa Świata w Hokeju na Lodzie 2007 (III Dywizja)
Mistrzostwa Świata w Hokeju na Lodzie III dywizji 2007 odbyły się w Dundalk (Irlandia) w dniach 15 - 21 kwietnia. Był to 11. turniej o awans do II dywizji mistrzostw świata (wcześniej grupy C).
W tej części mistrzostw uczestniczyło 5 drużyn (pierwotnie miała grać również Armenia jednak nie przystąpiła do rozgrywek), które rozegrali mecze systemem każdy z każdym. Do II dywizji awansowały dwie najlepsze reprezentacje.
Zawody odbywały się w hali:
- Dundalk Ice Dome

## Wyniki
15 kwietnia 2007
| Irlandia          | 11:0 (2:0, 7:0, 2:0) | Mongolia   |
| Południowa Afryka | 2:5 (1:1, 0:1, 1:3)  | Luksemburg |

16 kwietnia 2007
| Mongolia      | 1:10 (0:4, 0:3, 1:3) | Luksemburg |
| Nowa Zelandia | 4:2 (0:1, 1:1, 3:0)  | Irlandia   |

18 kwietnia 2007
| Luksemburg        | 3:8 (0:1, 1:5, 2:2)  | Nowa Zelandia |
| Południowa Afryka | 14:1 (2:0, 5:1, 7:0) | Mongolia      |

19 kwietnia 2007
| Nowa Zelandia | 10:1 (3:0, 2:0, 5:1) | Mongolia          |
| Irlandia      | 3:1 (1:1, 1:0, 1:0)  | Południowa Afryka |

21 kwietnia 2007
| Nowa Zelandia | 7:0 (2:0, 3:0, 2:0)             | Południowa Afryka |
| Irlandia      | 4:3 K (0:0, 2:3, 1:0, 0:0, 1:0) | Luksemburg        |

## Tabela
Lp. = lokata, M = liczba rozegranych spotkań, W = Wygrane, WpD = Wygrane po dogrywce lub karnych, PpD = Porażki po dogrywce lub karnych, P = Porażki, G+ = Gole strzelone, G- = Gole stracone, Pkt = Liczba zdobytych punktów
| Lp. | Zespół        | M                        | W                        | WpD                      | PpD                      | P                        | G +                      | G -                      | +/-                      | Pkt                      |
| --- | ------------- | ------------------------ | ------------------------ | ------------------------ | ------------------------ | ------------------------ | ------------------------ | ------------------------ | ------------------------ | ------------------------ |
| 1   | Nowa Zelandia | 4                        | 4                        | 0                        | 0                        | 0                        | 29                       | 6                        | +23                      | 12                       |
| 2   | Irlandia      | 4                        | 3                        | 0                        | 0                        | 1                        | 20                       | 8                        | +12                      | 9                        |
| 3   | Luksemburg    | 4                        | 2                        | 0                        | 0                        | 3                        | 21                       | 15                       | +6                       | 6                        |
| 4   | RPA           | 4                        | 1                        | 0                        | 0                        | 3                        | 17                       | 16                       | +1                       | 3                        |
| 5   | Mongolia      | 4                        | 0                        | 0                        | 0                        | 4                        | 3                        | 45                       | -42                      | 0                        |
| 6   | Armenia       | wycofała się z rozgrywek | wycofała się z rozgrywek | wycofała się z rozgrywek | wycofała się z rozgrywek | wycofała się z rozgrywek | wycofała się z rozgrywek | wycofała się z rozgrywek | wycofała się z rozgrywek | wycofała się z rozgrywek |

## Statystyki
| Lp. | Zawodnik       | Mecze | Gole | Strzały |
| --- | -------------- | ----- | ---- | ------- |
| 1.  | Braden Lee     | 4     | 7    | 19      |
| 2.  | Mark Morrison  | 4     | 6    | 35      |
| 3.  | Robert Beran   | 4     | 4    | 17      |
| 3.  | Joshua Hay     | 4     | 4    | 15      |
| 3.  | Ben Houdremont | 4     | 4    | 14      |

| Lp. | Zawodnik          | Asysty |
| --- | ----------------- | ------ |
| 1.  | Garrett Mac Neill | 7      |
| 2.  | Robert Beran      | 6      |
| 2.  | Michael Edwards   | 6      |
| 2.  | Laurie Horo       | 6      |
| 2.  | Macky Reinecke    | 6      |

| Lp. | Zawodnik        | Mecze | Asysty | Gole | Punkty |
| --- | --------------- | ----- | ------ | ---- | ------ |
| 1.  | Braden Lee      | 4     | 4      | 7    | 11     |
| 2.  | Robert Beran    | 4     | 6      | 4    | 10     |
| 3.  | Mark Morrison   | 4     | 3      | 6    | 9      |
| 4.  | Brett Speirs    | 4     | 5      | 4    | 9      |
| 5.  | Michael Edwards | 4     | 6      | 3    | 9      |

| Lp. | Zawodnik     | Punkty |
| --- | ------------ | ------ |
| 1.  | Corey Down   | +10    |
| 2.  | Ryan Paskell | +9     |
| 2.  | Brett Speirs | +9     |
| 4.  | Joshua Hay   | +8     |
| 4.  | Braden Lee   | +8     |

| Lp. | Zawodnik         | Mecze | Kary |
| --- | ---------------- | ----- | ---- |
| 1.  | Tamir Bajasgalan | 4     | 24   |
| 2.  | Ronny Scheier    | 4     | 22   |
| 3.  | Macky Reinecke   | 4     | 20   |
| 4.  | Joshua Hay       | 4     | 18   |
| 4.  | Josh Reinecke    | 4     | 18   |

| Lp. | Zawodnik           | GAA  | Obrona |
| --- | ------------------ | ---- | ------ |
| 1.  | Gareth Livingstone | 1.29 | 96.20% |
| 2.  | Kevin Kelly        | 1.96 | 91.21% |
| 3.  | Stephen Reid       | 1.80 | 89.29% |
| 4.  | Gilles Mangen      | 4.52 | 89.25% |
| 5.  | Gary Bock          | 3.32 | 87.50% |